# Risbohults naturreservat

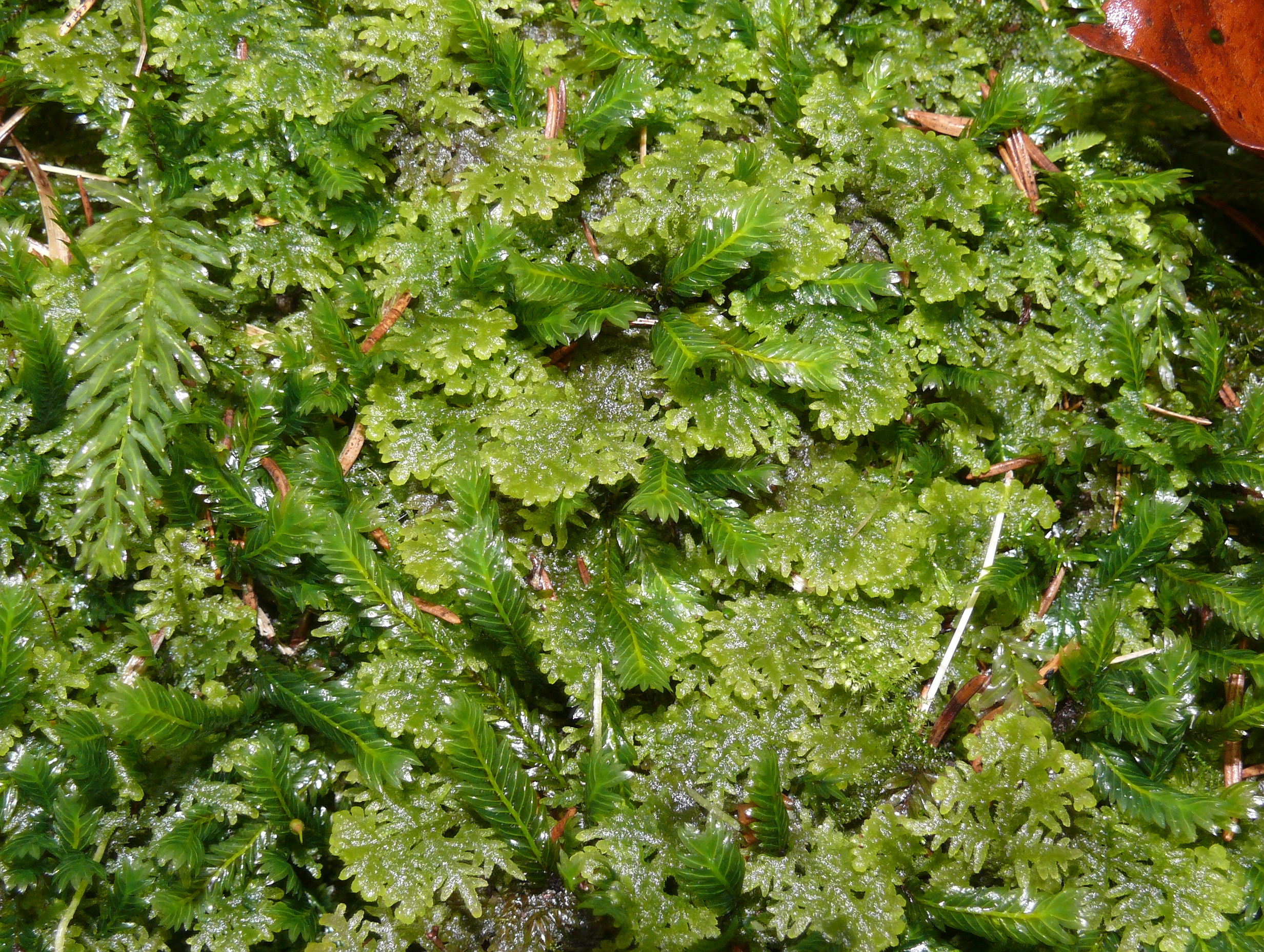
Dunmossa

Risbohult är ett naturreservat i Härryda socken i Härryda kommun i Västergötland.
Naturreservatet bildades 2002 och omfattar 70 hektar. Det är beläget mellan Härryda och Hindås.
Området omfattar sumpskogspartier som på en del håll har miljöer med rikkärrskaraktär. I Mölndalsån kan man finna flodpärlmussla, öring och elritsa. Längs ån finns strömstare och forsärla. Inom området finns skuggmossa, dunmossa, kattfotslav och hållav. 
Kvarnberget är en del av naturreservatet. Det är en djup kanjon med branta bergsväggar, där Mölndalsån bildar små forsar. Här dämde man upp vattnet i en damm så att kraften kunde driva såg- och kvarnverksamhet. En kvarnruin samt rester efter fördämningar från 1600-talet finns ännu kvar.
Området ingår i EU:s ekologiska nätverk av skyddade områden, Natura 2000 och förvaltas av Västkuststiftelsen.

## Bilder

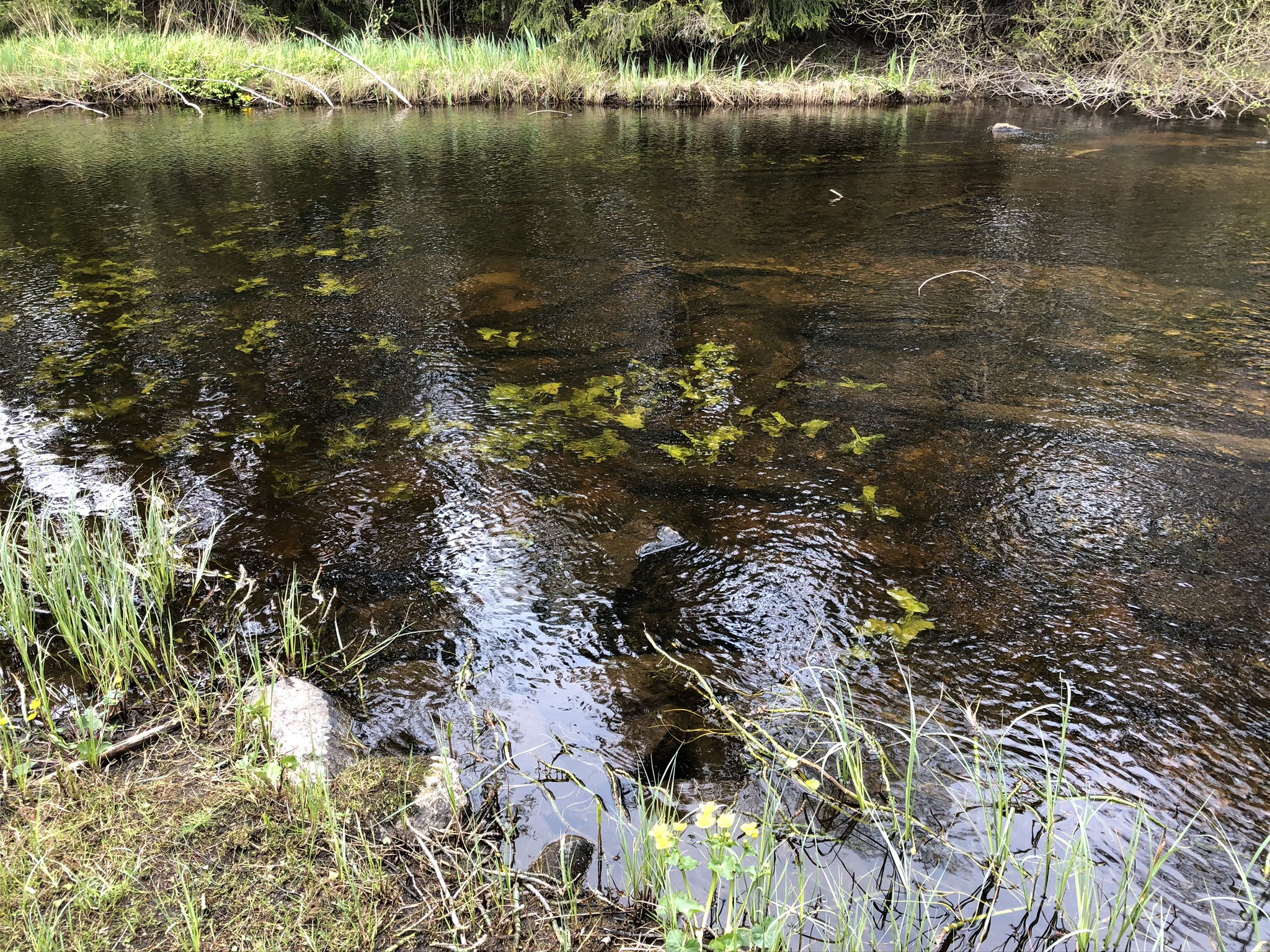
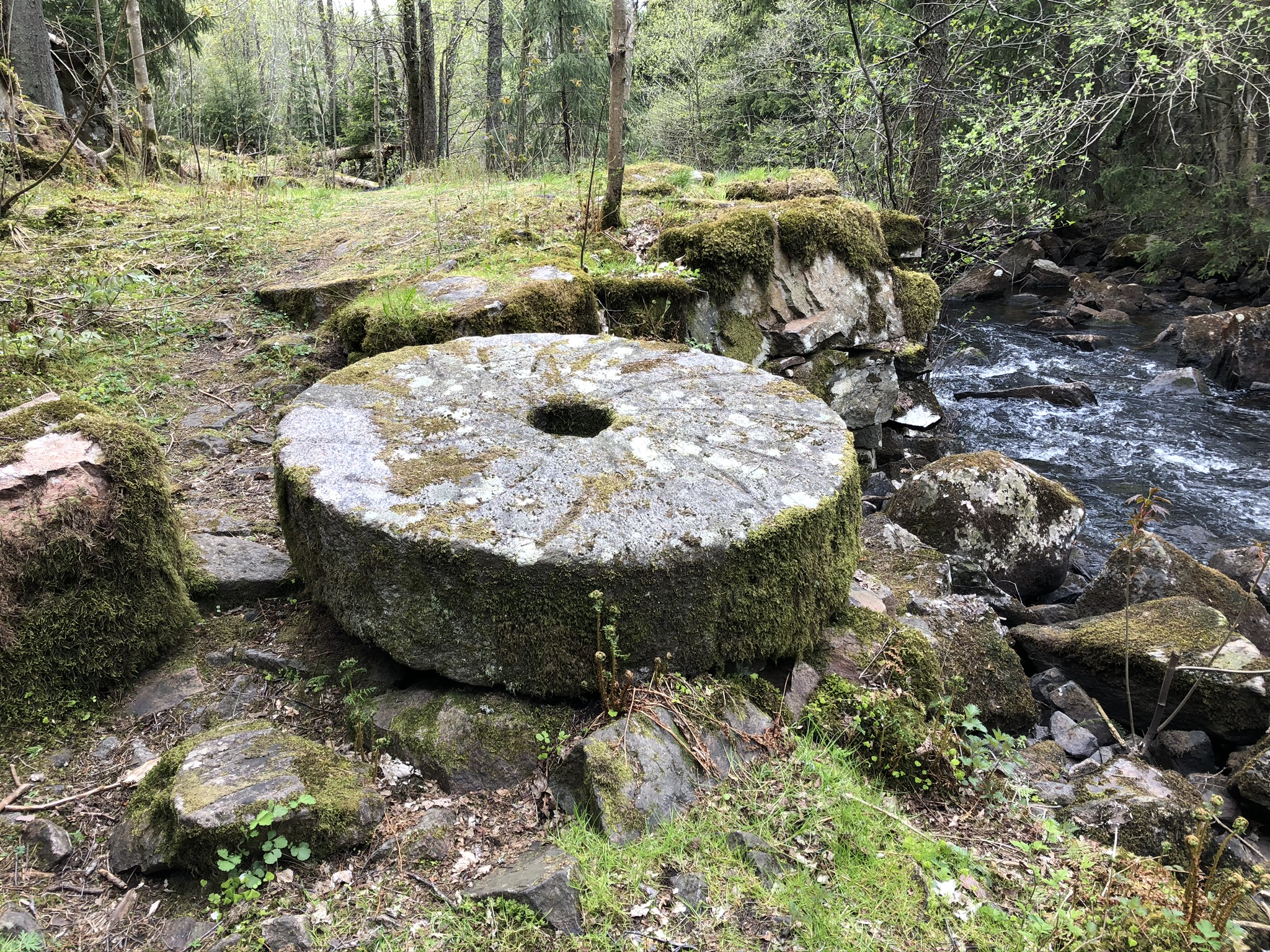